# Michio Yoshihara

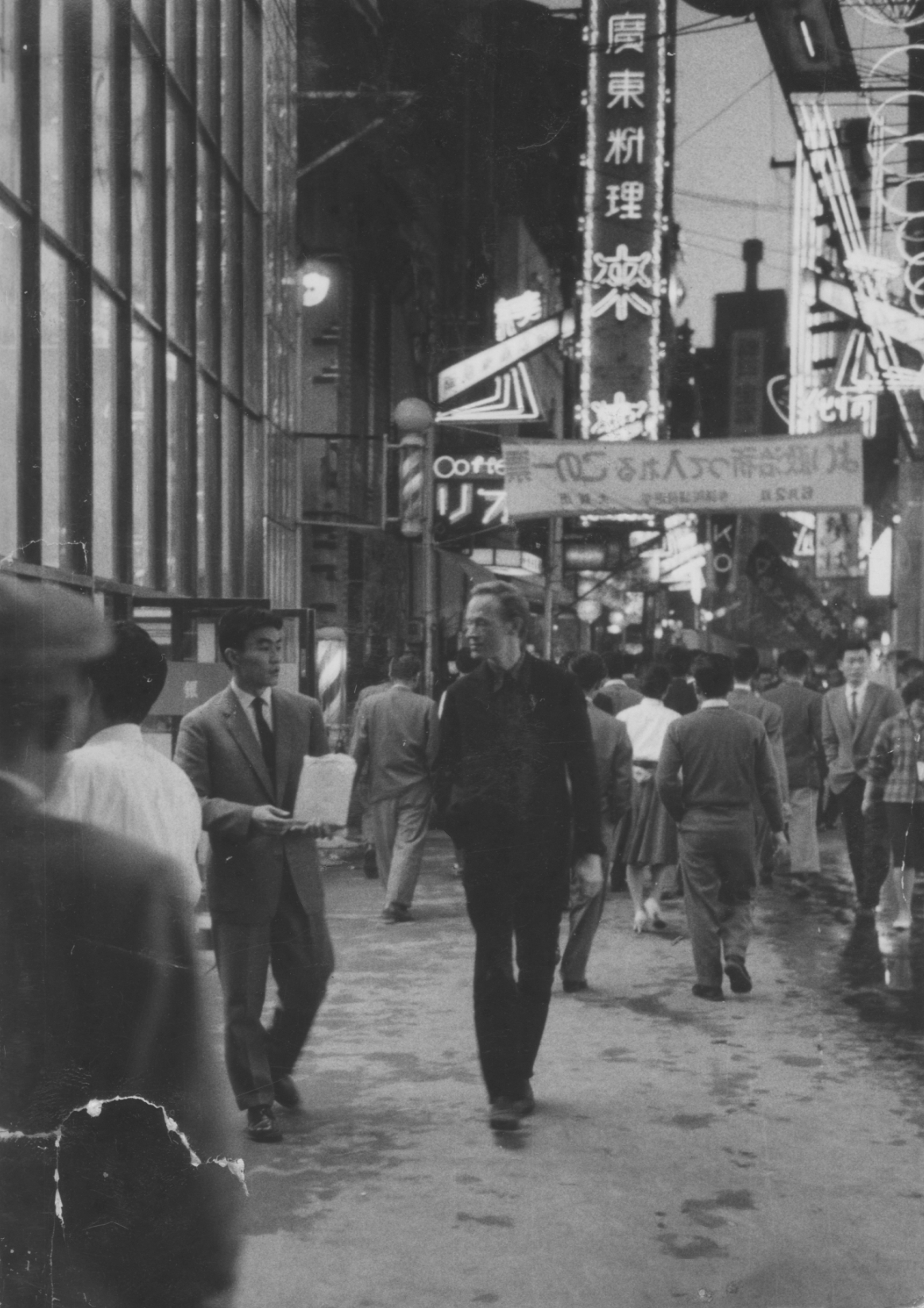
Michio Yoshihara und Christo Coetzee, Osaka, 1959

Michio Yoshihara (japanisch 吉原 通雄 Yoshihara Michio; 1933 – 1996) war ein japanischer Künstler und ein Mitglied der avantgardistischen Künstlergruppe Gutai Art Association, die 1954 in Ashiya gegründet wurde. Diese Bewegung revolutionierte die japanische Kunstszene, indem sie traditionelle Formen ablehnte und auf experimentelle Kunstformen setzte, die Aktion und Materialität in den Mittelpunkt stellten. Michio Yoshihara war der Sohn von Jirō Yoshihara, dem Gründer der Gruppe, und setzte dessen künstlerische Vision fort. Als die Gutai-Gruppe 1954 gegründet wurde, schloss sich Michio ihr im vierten Studienjahr an. Sein Vater suchte nach Künstlern, die unabhängig von ihrem Alter mit freien Ideen arbeiteten. Ein weiteres Beispiel ist der Künstler Norio Imai, der mit 17 Jahren zu Gutai kam.

## Werk
Michio Yoshiharas Werke waren stark von den Grundsätzen der Gutai-Bewegung geprägt, die darauf abzielte, Materialeigenschaften auf neuartige Weise zu nutzen und den Schaffensprozess als Teil des Kunstwerks zu betrachten. Zu seinen Arbeiten zählen Gemälde und Installationen, die oft industrielle und natürliche Materialien kombinierten. Ein bekanntes Beispiel ist sein Werk P-21 (1966), das mit synthetischem Bindemittel auf Leinwand gemalt wurde. Es zeigt dynamische, farbenfrohe Linien und spiegelt die experimentelle Ästhetik der Gutai-Künstler wider.
Ein weiteres wichtiges Element in Michio Yoshiharas Kunst war die Interaktion mit dem Raum, wie sie in der Gutai Pinacotheca in Osaka demonstriert wurde, einer ehemaligen Lagerhalle, die in einen Ausstellungsraum umgewandelt wurde. Diese Offenheit für unkonventionelle Ausstellungsorte war ein Markenzeichen der Gutai-Bewegung, die auch Outdoor-Events und Performances einbezog.

## Gutai
Die Gutai-Gruppe war international einflussreich und erregte bereits in den 1960er Jahren Aufmerksamkeit in Europa und den USA. Sie stellte den Einfluss westlicher Kunstströmungen wie Action Painting (z. B. von Jackson Pollock) und die Philosophie des Materialrespekts in den Vordergrund, wobei sie gleichzeitig die japanische Tradition der Kalligrafie und Gestik einfließen ließ. Michio Yoshihara trug wesentlich zur internationalen Wahrnehmung der Gruppe bei.
Obwohl Yoshihara oft im Schatten seines berühmten Vaters stand, ist sein Beitrag zur Gutai-Bewegung unbestritten. Seine Werke sind Teil internationaler Sammlungen, wie im Musée cantonal des Beaux-Arts in Lausanne. Sie veranschaulichen die Kernideen von Gutai, in denen Kunst und Leben untrennbar miteinander verbunden sind.